# World Cup Willie
World Cup Willie (11 de enero de 1931) también conocido como Willie, fue la primera mascota de la copa mundial de fútbol.

## Historia
Fue creado para la Copa Mundial de Fútbol celebrada en Inglaterra en 1966. Willie representa a un león que viste una camiseta con la bandera del Reino Unido.

## Canción
El mismo nombre llevaba el tema oficial del mundial disputado, el escogido para interpretarlo fue Lonnie Donegan. El himno de esta edición fue también utilizado 4 años después en el mundial de México 1970, aunque en esta ocasión no era la canción principal.